# Phillip Hellwege
Phillip Hellwege (* 15. Februar 1971 in Hamburg) ist ein deutscher Rechtswissenschaftler.

## Leben
Er studierte die Rechtswissenschaft in Regensburg und Aberdeen (1992–1997). Er war studentische bzw. wissenschaftliche Hilfskraft bei Reinhard Zimmermann, Regensburg (1995–1997, 1998–1999). Er legte das erste juristische Staatsexamen in Regensburg (1997) ab. Er erwarb den Magister Juris in European and Comparative Law am Balliol College der University of Oxford (1997–1998). Das Rechtsreferendariat in Aachen und Glasgow (2000–2002) schloss er mit dem zweiten juristischen Staatsexamen in Düsseldorf (2002) ab. Er war wissenschaftliche Hilfskraft bzw. wissenschaftlicher Mitarbeiter bei Klaus Luig und Hans-Peter Haferkamp in Köln (1999–2003). Er war wissenschaftlicher Referent am Hamburger Max-Planck-Institut für ausländisches und internationales Privatrecht (2003–2010). Nach der Promotion in Regensburg (2004) und der Habilitation ebenda und Erteilung der Lehrbefähigung für die Fächer Bürgerliches Recht, Römisches Recht, Europäische Rechtsgeschichte und Rechtsvergleichung (2009) vertrat er einen Lehrstuhl am Fachbereich Rechtswissenschaften der Universität Marburg (Wintersemester 2009/2010). Seit April 2010 ist er Universitätsprofessor (W3) auf dem Lehrstuhl für Bürgerliches Recht, Wirtschaftsrecht und Rechtsgeschichte in Augsburg. Den Ruf auf eine Professur (W3) für Bürgerliches Recht, Rechtsvergleichung und ein weiteres Fach am Fachbereich Rechtswissenschaften in Marburg lehnte er 2015 ab.
Seine Forschungsschwerpunkte sind deutsches und europäisches Privatrecht, Rechtsvergleichung und Rechtsgeschichte.

## Schriften (Auswahl)
- Die Rückabwicklung gegenseitiger Verträge als einheitliches Problem. Deutsches, englisches und schottisches Recht in historisch-vergleichender Perspektive.  Mohr Siebeck, Tübingen 2004, ISBN 3-16-148389-8.
- Die §§ 280 ff. BGB. Versuch einer Auslegung und Systematisierung. Berlin 2005, ISBN 3-428-11773-5.
- Allgemeine Geschäftsbedingungen, einseitig gestellte Vertragsbedingungen und die allgemeine Rechtsgeschäftslehre. Tübingen 2010, ISBN 978-3-16-150254-5.
- A history of tontines in Germany. From a multi-purpose financial product to a single-purpose pension product. Berlin 2018, ISBN 3-428-15616-1.